# Leichtathletik-Europameisterschaften 1954/Speerwurf der Männer

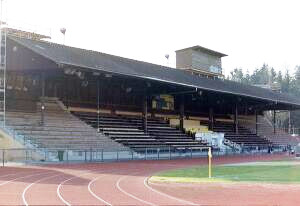
Tribüne des Stadions Neufeld in Bern

Der Speerwurf der Männer bei den Leichtathletik-Europameisterschaften 1954 wurde am 28. und 29. August 1954 im Stadion Neufeld in Bern ausgetragen.
Europameister wurde der Europarekordler Janusz Sidło aus Polen. Er gewann vor dem sowjetischen Werfer Wladimir Kusnezow. Bronze ging an den Finnen Soini Nikkinen.

## Bestehende Rekorde
| Weltrekord           | 80,41 m | Franklin Held  | Pasadena, USA                        | 8. August 1953    |
| Europarekord         | 80,15 m | Janusz Sidło   | Jena, damals DDR (heute Deutschland) | 2. Oktober 1953   |
| Meisterschaftsrekord | 76,87 m | Matti Järvinen | EM Paris, Frankreich                 | 3. September 1938 |

Matti Järvinens seit den zweiten Europameisterschaften 1938 in Paris bestehender EM-Rekord blieb weiterhin unangetastet. Der weiteste Wurf gelang dem polnischen Europameister Janusz Sidło mit 76,35 m im Finale am 29. August, womit er den Rekord um 52 Zentimeter verfehlte. Zu seinem eigenen Europarekord fehlten ihm 3,80 m, zum Weltrekord 4,06 m.

## Qualifikation
28. August 1954, 16:00 Uhr
Die 21 Teilnehmer traten zu einer gemeinsamen Qualifikationsrunde an. Die Qualifikationsweite für den direkten Finaleinzug war mit 63,00 m zu niedrig bemessen. Sechzehn Werfer erreichten oder übertrafen diesen Wert und nahmen somit am Finale teil. Nur fünf Athleten schieden aus.
| Platz | Name                   | Nation         | Weite (m) |
| ----- | ---------------------- | -------------- | --------- |
| 1     | Soini Nikkinen         | Finnland       | 75,06     |
| 2     | Janusz Sidło           | Polen          | 74,36     |
| 3     | Gullbrand Sjöström     | Schweden       | 73,49     |
| 4     | Wiktor Zybulenko       | Sowjetunion    | 70,79     |
| 5     | Wladimir Kusnezow      | Sowjetunion    | 69,86     |
| 6     | Mirko Vujačić          | Jugoslawien    | 68,96     |
| 7     | Zbigniew Radziwonowicz | Polen          | 68,23     |
| 8     | Egil Danielsen         | Norwegen       | 68,04     |
| 9     | Sándor Krasznai        | Ungarn         | 66,90     |
| 10    | Toivo Hyytiäinen       | Finnland       | 66,24     |
| 11    | Gerhard Keller         | BR Deutschland | 65,85     |
| 12    | Joop Fikkert           | Niederlande    | 65,64     |
| 13    | Herbert Koschel        | BR Deutschland | 64,14     |
| 14    | Milisav Pavlović       | Jugoslawien    | 63,83     |
| 15    | Otto Bengtsson         | Schweden       | 63,73     |
| 16    | Francesco Ziggiotti    | Italien        | 63,00     |
| 17    | Halil Zıraman          | Türkei         | 59,36     |
| 18    | Albert Brunner         | Schweiz        | 57,63     |
| 19    | Andrei Demeter         | Rumänien       | 57,15     |
| 20    | Alec Syrowatsky        | Frankreich     | 54,48     |
| 21    | Gebhard Büchel         | Liechtenstein  | 54,30     |
| DNS   | Oskar Ospelt           | Liechtenstein  |           |
| DNS   | Schwarz                | Schweiz        |           |

## Finale

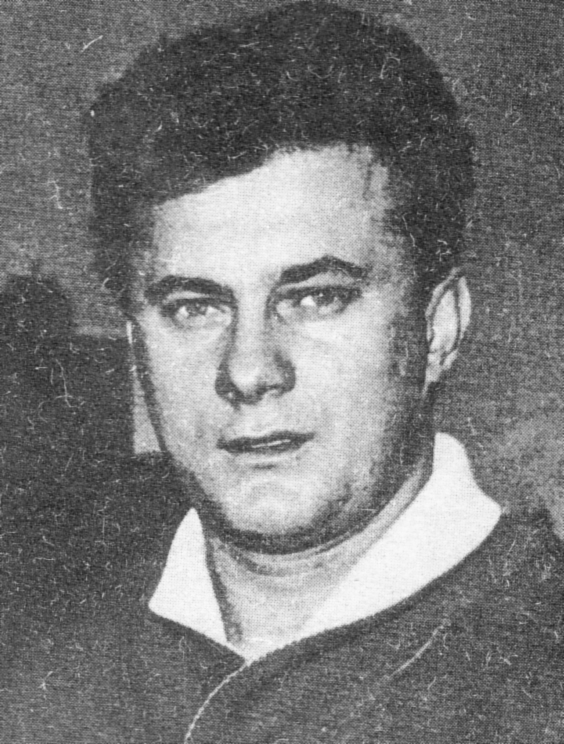
Europameister Janusz Sidło

29. August 1954, 16:20 Uhr
| Platz | Name                   | Nation         | 1. Versuch (m)               | 2. Versuch (m)               | 3. Versuch (m)               | 4. Versuch (m)                          | 5. Versuch (m)                          | 6. Versuch (m)                          | Bestweite (m) |
| 1     | Janusz Sidło           | Polen          | 75,05                        | 73,50                        | 76,18                        | 74,06                                   | 72,72                                   | 76,35                                   | 76,35         |
| 2     | Wladimir Kusnezow      | Sowjetunion    | 70,60                        | 72,00                        | 74,61                        | 74,10                                   | 68,35                                   | 70,55                                   | 74,61         |
| 3     | Soini Nikkinen         | Finnland       | 71,38                        | 66,39                        | 71,93                        | 75,38                                   | 69,85                                   | 71,33                                   | 75,38         |
| 4     | Wiktor Zybulenko       | Sowjetunion    | 70,41                        | x                            | 69,02                        | 72,39                                   | 66,16                                   | x                                       | 72,39         |
| 5     | Otto Bengtsson         | Schweden       | 69,90                        | 71,02                        | 69,69                        | 72,38                                   | x                                       | x                                       | 72,38         |
| 6     | Gullbrand Sjöström     | Schweden       | 69,36                        | 68,38                        | 70,98                        | x                                       | 71,98                                   | 69,54                                   | 71,98         |
| 7     | Zbigniew Radziwonowicz | Polen          | 64,48                        | 69,55                        | 69,84                        | nicht im Finale der besten sechs Werfer | nicht im Finale der besten sechs Werfer | nicht im Finale der besten sechs Werfer | 69,84         |
| 8     | Sándor Krasznai        | Ungarn         | Versuchsserien nicht bekannt | Versuchsserien nicht bekannt | Versuchsserien nicht bekannt | Versuchsserien nicht bekannt            | Versuchsserien nicht bekannt            | Versuchsserien nicht bekannt            | 68,45         |
| 9     | Toivo Hyytiäinen       | Finnland       | Versuchsserien nicht bekannt | Versuchsserien nicht bekannt | Versuchsserien nicht bekannt | Versuchsserien nicht bekannt            | Versuchsserien nicht bekannt            | Versuchsserien nicht bekannt            | 69,84         |
| 10    | Egil Danielsen         | Norwegen       | Versuchsserien nicht bekannt | Versuchsserien nicht bekannt | Versuchsserien nicht bekannt | Versuchsserien nicht bekannt            | Versuchsserien nicht bekannt            | Versuchsserien nicht bekannt            | 68,45         |
| 11    | Mirko Vujačić          | Jugoslawien    | Versuchsserien nicht bekannt | Versuchsserien nicht bekannt | Versuchsserien nicht bekannt | Versuchsserien nicht bekannt            | Versuchsserien nicht bekannt            | Versuchsserien nicht bekannt            | 68,24         |
| 12    | Herbert Koschel        | BR Deutschland | Versuchsserien nicht bekannt | Versuchsserien nicht bekannt | Versuchsserien nicht bekannt | Versuchsserien nicht bekannt            | Versuchsserien nicht bekannt            | Versuchsserien nicht bekannt            | 67,78         |
| 13    | Francesco Ziggiotti    | Italien        | Versuchsserien nicht bekannt | Versuchsserien nicht bekannt | Versuchsserien nicht bekannt | Versuchsserien nicht bekannt            | Versuchsserien nicht bekannt            | Versuchsserien nicht bekannt            | 66,53         |
| 14    | Joop Fikkert           | Niederlande    | Versuchsserien nicht bekannt | Versuchsserien nicht bekannt | Versuchsserien nicht bekannt | Versuchsserien nicht bekannt            | Versuchsserien nicht bekannt            | Versuchsserien nicht bekannt            | 66,28         |
| 15    | Gerhard Keller         | BR Deutschland | Versuchsserien nicht bekannt | Versuchsserien nicht bekannt | Versuchsserien nicht bekannt | Versuchsserien nicht bekannt            | Versuchsserien nicht bekannt            | Versuchsserien nicht bekannt            | 63,89         |
| 16    | Milisav Pavlović       | Jugoslawien    | Versuchsserien nicht bekannt | Versuchsserien nicht bekannt | Versuchsserien nicht bekannt | Versuchsserien nicht bekannt            | Versuchsserien nicht bekannt            | Versuchsserien nicht bekannt            | 58,21         |